# الهاي سكول (مسلسل)
الهاي سكول هو مسلسل درامي مصري من إنتاج عام 2008. المسلسل من إخراج عادل يحيى، وتأليف أحمد عطا، ومن بطولة دينا أبو السعود، و‌محمد رمضان، و‌رامز أمير، و‌أحمد برادة ، و‌ حجاج عبد العظيم.

## ملخص القصة
- تدور أحداث المسلسل في مدرسة الأحلام للغات حيث مجموعة من الشباب وإبراز مشاكلهم من خلال تلك المرحلة السنية المبكرة بما فيها من إيجابيات وسلبيات، مديرة المدرسة تحاول التقرب منهم وتتدخل دائمًا في الوقت المناسب لحل مشكلاتهم المختلفة.

## طاقم التمثيل
- دينا أبو السعود
- محمد رمضان
- رامز أمير
- أحمد برادة
- حجاج عبد العظيم
- مراد فكري صادق
- معوض إسماعيل
- أيمن مبارز
- دنيا عبد العزيز
- إيمي سمير غانم
- مازن الغرباوي
- محمد لطفي
- أميرة هاني
- منى هلا
- تامر بجاتو
- منى حسين
- ياسمين رحمى
- محمد الشقنقيري